# 中川貴雄
中川 貴雄（なかがわ たかお、1960年 - ）は、日本の天文学者。学位は、理学博士。宇宙航空研究開発機構宇宙科学研究所教授。岐阜県出身。

## 来歴・人物
専門は、赤外線天文学。
岐阜県出身。東京大学卒業、理学博士。奥田治之に師事した。赤外線天体物理学、気球観測、衛星観測に取り組んでおり、赤外線銀河の進化とエネルギー源を解明するための研究を行なっている。
2010年現在、宇宙航空研究開発機構宇宙科学研究所教授。

## 研究テーマ
- 赤外線天文衛星「あかり」を用いて行う観測的天体物理学
- 観測機器開発